# Парк с. Хрещенівка
Парк с. Хреще́нівка — парк-пам'ятка садово-паркового мистецтва місцевого значення в Україні. Розташований на території Нововоронцовського району Херсонської області, в південній частині села Хрещенівка. 
Площа 8 га. Статус присвоєно згідно з рішенням Херсонського облвиконкому від 22.04.1964 року № 238, перезатверджено від 19.08.1983 року № 144/16. Перебуває у віданні: Хрещенівська сільська рада. 
Статус присвоєно для збереження меморіального парку, де зростає понад 60 видів дерев і чагарників.